# دیانسی

دیانسی شهری در شهرستان فارا در استان باله در بورکینافاسوی جنوبی است و جمعیت آن ۱۸۲ نفر است.